# أمافينيوس
غايوس أمافينيوس (بالإنجليزية: Gaius Amafinius)‏هو أحد أوائل الكتاب الرومان الذي كتب لصالح الفلسفة الأبيقورية. ربما عاش أمافينيوس في أواخر القرن الثاني وأوائل القرن الأول قبل الميلاد. وكتب العديد من الأعمال والتي شهّر بها شيشرون باعتبارها ناقصة من حيث الترتيب والأسلوب. لم تُذكر سيرة أمافينيوس من قبل كاتب قديم آخر غير شيشرون. يكشف شيشرون في مؤلفاته الأكاديمية أن أمافانيوس ترجم المفهوم اليوناني للذرات بأنه «جسيمات» (corpusculi) باللاتينية.
في مناقشاته في توسكولان، أبدى شيشرون عدم الارتياح لأن أمافانيوس كان أحد أوائل الفلاسفة الذين يكتبون باللغة اللاتينية في روما:
ولكن خلال هذا السكوت، نشأ أمافينيوس وأخذ على عاتقه الكلام ونشر كتاباته التي تم نقلها، وتجنيد نفسه بشكل رئيسي تحت هذه الطائفة، إما لأن العقيدة كان من السهل فهمها، أو لأنهم دعوا إليها من خلال الأفكار السارة للتسلية، أو لأنه لم يكن هناك شيء أفضل مما وضعوا يدهم عليه.
ينتقد شيشرون في كتابه الأكادمية أمافينيوس وزميله الإبيقوري رابيريوس لأسلوبهم النثري غير المتقن، ويقولون أنه في جهودهم لإدخال الفلسفة إلى عامة الناس ينتهي بهم المطاف إلى عدم قول شيء مفيد. ولخّص كلامه بسخط: «يعتقدون أنه لا يوجد فن لفظي أو تكوين.»
يلمح ميشيل دي مونتين إلى هذه المقاطع في كتابه المقالات النثرية Essais، المجلد الثاني، الفصل 17، («على الافتراض.») قائلًا عنها:
. . «بلغة شعبية، إجراء بدون تعريف، تقسيم، خاتمة، حيرة مثل ذلك أمافينيوس ورابيريوس.»